# Peterd

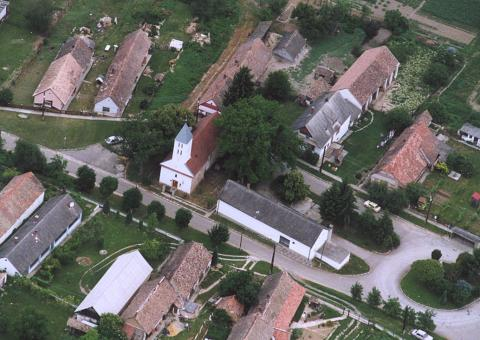
Luftaufnahme

Peterd (kroatisch Peterda) ist eine ungarische Gemeinde im Kreis Siklós im Komitat Baranya.

## Geschichte
Peterd wurde 1276 erstmals urkundlich erwähnt.